# Satanoperca jurupari
Satanoperca jurupari is een straalvinnige vissensoort uit de familie van de cichliden (Cichlidae). De oorspronkelijke wetenschappelijke naam van de soort is Geophagus jurupari en werd gepubliceerd in 1840 door Johann Jakob Heckel. Het is een tropische zoetwatervis uit het Amazonebekken die ook als aquariumvis wordt gehouden. 